# Bernhard Ruetz (Historiker)
Bernhard Ruetz (* 1968 in Zürich) ist ein Schweizer Wirtschaftshistoriker.

## Leben
Nach der Promotion zum Dr. phil. 2000 bei Jörg Fisch in Zürich war er von 2001 bis 2007 Leiter Strategie und Planung am Liberalen Institut Zürich. Von 2004 bis 2015 war er Geschäftsführer des Vereins für wirtschaftshistorische Studien. Seit 2015 ist er Inhaber des Verlags Ars Biographica.
Seine Themenschwerpunkte sind Wirtschafts- und Unternehmensgeschichte, Biographien, politische Ideengeschichte und Parteiengeschichte.

## Schriften (Auswahl)
- Der preussische Konservatismus im Kampf gegen Einheit und Freiheit. Berlin 2001, ISBN 3-428-10453-6.
- Fritz Krüsi. Konstrukteur von Weltrang und Wegbereiter des modernen Holzbaus. Zürich 2014, ISBN 978-3-909059-63-8.
- Brossi AG. Seit fünf Generationen im Strassen- und Tiefbau. Humlikon 2022, ISBN 3-9525289-1-9.
- Robert Helbling. Alpinist, Vermessungspionier, Firmengründer. Humlikon 2022, ISBN 978-3-9525289-2-1.
- Ambassador. Ein Hotel und seine Geschichte. Humlikon 2023, ISBN 3-9525289-4-3.
- Die Bachmanns. Eine Familie von Gründern. Andelfingen 2024, ISBN 978-3-9525289-8-3.
- Dienen vor Verdienen. Das unternehmerische Lebenswerk von Hans Huber. Andelfingen 2024, ISBN 978-3-9525289-7-6.